# Criminal de guerra (obra de teatro)
Criminal de guerra es una obra de teatro en tres actos, el tercero dividido en dos cuadros, de Joaquín Calvo Sotelo, estrenada en el Teatro Lara, de Madrid el 16 de febrero de 1951.

## Argumento
La obra recrea los Juicios de Nuremberg, a través de la figura del General Hoffmann, alemán sentado en el banquillo y acusado por el que resulta ser su sobrino, el estadounidense el General Kennerlein. El primero acaba suicidándose poco antes de que se descubra la evidencia de su inocencia. La trama cuestiona la legitimidad de los vencedores para someter a juicio a los vencidos, tras actuaciones que considera igualmente reprobables como los bombardeos de Hiroshima y Nagasaki.

## Representaciones destacadas
- Teatro (Estreno, 1951)
  - Intérpretes: Amparo Martí, Mary Carrillo, Rafael Rivelles, Luisa Rodríguez, Ana María Morales, Mariano Azaña, Lolita Crespo, Francisco Pierrá, Ángel Picazo.

## Premios
- Premio Nacional de Teatro Benavente.